# Keurig Dr Pepper
Keurig Dr Pepper Inc., anciennement Green Mountain Coffee Roasters (GMCR, 1980-2014), et Keurig Green Mountain (2014-2018), est une entreprise américaine de l'industrie agroalimentaire spécialisée dans la torréfaction et la vente de café et les boissons non-alcoolisées, soit plus de 125 marques.
Elle est issue de la fusion en juillet 2018 de Keurig Green Mountain et Dr Pepper/Seven Up (Dr Pepper Snapple Group).
Elle est cotée au NASDAQ (KDP).

## Histoire

### Green Mountain Coffee Roasters
Le café Green Mountain Coffee Roasters ouvre ses portes dans l'état du Vermont aux États-Unis en 1981. Le café est lancé par Robert Stiller qui a fait fortune en revendant son entreprise de feuilles à rouler E-Z Wider en 1980. Sa boutique est créée et vend du café torréfié.
Une deuxième boutique ouvre l'année suivante. Sa distribution s'élargit ensuite aux restaurants et à la vente à distance. Robert Stiller souhaite vendre uniquement du café arabica pour se démarquer du robusta largement répandu dans les supermarché, et démarre la production de cafetières adaptées. L'entreprise est introduite en bourse en 1993,,.
En 1996, Green Mountain Coffee Roasters entre dans le capital de l'entreprise Keurig spécialisée dans la vente de cafetières à dosettes. 60% des dosettes ("K-cup") vendues par Keurig contiennent alors du café Green Mountain Coffee Roasters. En 2006, Green Mountain Coffee Roasters devient actionnaire à 100% de Keurig. En 2000, Green Mountain Coffee Roasters devient le distributeur des 1600 stations-service d'ExxonMobil aux États-Unis. En 2005, Green Mountain Coffee Roasters commence la distribution du café de la marque Newman's dans les McDonald's de la Nouvelle-Angleterre et du comté d'Albany, un partenariat qui se développe davantage en 2009. Green Mountain Coffee Roasters rachète Tully's Coffee en 2008, Diedrich Coffee en 2009, puis l'entreprise montréalaise Van Houtte en 2010,. En 2010, l'entreprise italienne Lavazza rachète 7% de Green Mountain Coffee Roasters pour initier son entrée sur le marché américain.

### Keurig Green Mountain
En février 2014, Coca-Cola rachète 10 % de Green Mountain Coffee Roasters pour 1,3 milliard de dollars,. Le mois suivant, Green Mountain Coffee Roasters change de nom et devient Keurig Green Mountain, endossant ainsi le nom de sa fameuse marque de cafetières. En décembre 2014, Keurig procède au rappel de 6,6 millions de cafetières vendues aux États-Unis après avoir reçu de nombreuses plaintes d'usagers brûlés par des jets d'eau bouillante.
Au premier semestre 2015, les ventes de cafetières Keurig connaissent une forte baisse alors que la marque vient de lancer son modèle 2.0 (dont une des nouveautés est qu'il n'est compatible qu'avec les capsules de la marque Keurig ce qui a mené à des plaintes de grande ampleur au Canada), ce qui entraîne une chute de l'action en bourse de 25% sur la même période. En décembre 2015, Keurig fait l'objet d'une offre d'acquisition de 13,9 milliards de dollars par JAB Holding, qui détient également partiellement Jacobs Douwe Egberts.
En janvier 2017, Keurig Green Mountain lance une coentreprise avec Anheuser-Busch InBev pour concevoir des machines à boissons alcoolisées pour les ménages. En novembre 2017, la marque retire ses publicités de l'émission de Sean Hannity après que ce dernier ait cherché à minimiser les accusations d'abus sexuels contre l'homme politique américain Roy Moore. En représailles, les fans de l’émission de Hannity ont lancé une campagne de boycott contre les produits de la marque Keurig.

### Keurig Dr Pepper Inc.
En janvier 2018, Keurig Green Mountain annonce faire une offre d'acquisition (OPA) sur Dr Pepper Snapple Group pour 21 milliards de dollars, créant un nouvel ensemble appelé Keurig Dr Pepper. Les actionnaires de Dr Pepper Snapple Group reçoivent 18,7 milliards de dollars en liquidité, ainsi que 13 % du nouvel ensemble.
Le nouvel ensemble prend le nom de Keurig Dr Pepper Inc. et est coté au NASDAQ sous le code KDP.
En 2022, les principaux actionnaires sont JAB Holding (33,3 %) et Mondelez International (5,3 %).